# Sega Mega-CD
SEGA Mega-CD — доповнення до ігрової консолі Sega Mega Drive від компанії SEGA, було випущено в Європі, Австралії, Новій Зеландії, Японії та Північній Америці. У Північній Америці система носила назву SEGA CD. Пристрій покращував можливості Mega Drive і додавав можливість програвати ігри, записані на компакт-диску, слухати аудіодиски і запускати диски формату CD+G.
Доповнення розроблялось у таємниці для того, щоб згодом конкурувати із системою TurboGrafX-16 в Японії.
Перша версія системи повинна була міститися під Mega Drive і нагадувала DVD-програвач. Друга версія системи містилася збоку від Mega Drive і припускалося, що вона буде використовуватися разом із другою версією приставки.

## Ринки

### Японія
Першою Mega-CD з'явилася в Японії 12 грудня 1991 року. Роздрібна ціна становила 49800 ¥. За даними на березень 1994 року, в Японії було продано 380.000 приставок, що становило 11 % від всього населення країни. У США CD-аддон з'явився в грудні 1992 року за ціною в $200 USD у комплекті з Sega Arcade Classic, в Європі реліз відбувся в наступному 1993, причому дати релізу відбулися по-різному в багатьох країнах і різні версії консолей, наприклад, в Іспанії геймери отримали Mega-CD 2, у той час як у Англії й більшій частині Європи була реалізована Mega-CD 1 (ідентична DVD плеєру з висувним CD-ROM’ом). У 1992 SEGA в тандемі з JVC зробила комбо-консоль і ім'я їй WONDERMEGA, тобто вона суміщала в собі функції SEGA Mega Drive/SEGA Genesis і SEGA CD/MEGA-CD в одному юніті, плюс були і додаткові можливості як Karaoke-CD (на передній панелі були виходи для мікрофона), cdg, MIDI вихід для підключення синтезатора для написання своєї музики, додаткові кнопки біля cd-кришки Game, EX-BASS (функція дозволяла вимикати звукові ефекти у іграх SEGA CD і залишити тільки музику, що грає), KARAOKE, OFF. WONDERMEGA була дорогою консоллю через собівартість в $300 USD, пізніше в 1994 SEGA релізувала ще одну комбо-консоль — SEGA MULTI-MEGA, у США відома як GENESIS CDX, консоль була реалізована в Японії, США та Європі. У тому ж 1994 в США була реалізована JVC X-EYE, яка є другим модельним рядом Wondermega 2 (RD2) в Японії.

## Технічні характеристики

### Процесор
CPU 12,5-МГц 16-бітний Motorola 68000

### Графіка
- Графічний процесор: ASIC
- 64 із 512 одночасно кольорів на екрані.
- Роздільність: 320×x224 і 256×224
- Ефекти масштабування і обертання

### Пам'ять
- Головна пам'ять: 6 Мбіт
- PCM: 512 Кб
- CD-ROM: 128 Кб
- Резерв: 64 Кб

### BIOS
- Розмір: 1 Мбіт

### Звук
- Формат:
- Частота: до 12 МГц
- Число каналів: 8
- Максимальна частота семплування: 32 кГц

### Розмір і вага
- Розмір: 301 × 212,5 × 112,5 мм
- Вага: 1,4 кг